# Resolució 124 del Consell de Seguretat de les Nacions Unides
La Resolució 124 del Consell de Seguretat de les Nacions Unides, aprovada el 7 de març de 1957 després d'examinar l'aplicació de Ghana per a ser membre de les Nacions Unides, el Consell va recomanar a l'Assemblea general que Ghana fos admesa.